# Pseudomuscari chalusicum
Pseudomuscari chalusicum är en sparrisväxtart som först beskrevs av D.C. Stuart, och fick sitt nu gällande namn av Fabio Garbari. Pseudomuscari chalusicum ingår i släktet Pseudomuscari och familjen sparrisväxter. Inga underarter finns listade i Catalogue of Life.